# BEST FLIGHT (LINDBERGのアルバム)
『BEST FLIGHT』（ベスト・フライト）は、LINDBERGの非公認ベスト・アルバム。2009年4月22日発売。発売元はインペリアルレコード。

## 解説
デビュー20周年記念による再結成に当たって、年内生産限定盤としてリリースされた。
20周年記念ベスト『LINDBERG XX』と発売日が同日だが、本作はメンバー公認のベスト盤ではない。
1998年リリースの『BEST -FLIGHT RECORDER III-』と1999年リリースの『BEST II -FLIGHT RECORDER IV-』をセットにした2枚組で、当時収録のライブ音源は今回、別の未発表ライブ音源に差し替えられた。
本作はデジタルリマスタリングが施されている。
ジャケットのイラストは、デビルロボッツのキタイシンイチロウが担当。

## 収録曲

### DISC 1
ライブ音源を除いて、『BEST -FLIGHT RECORDER III-』と同一の内容である。
1. 今すぐKiss Me
  - 作詞: 朝野深雪　作曲: 平川達也

2ndシングル。ベスト『FLIGHT RECORDER 1989-1992 -little wing-』のバージョン。
2. LITTLE WING-Spirit of LINDBERG-
  - 作詞: 渡瀬マキ　作曲: 川添智久

3rdアルバム『LINDBERG III』収録曲。ベスト『FLIGHT RECORDER 1989-1992 -little wing-』のバージョン。
3. Dream On 抱きしめて
  - 作詞: 朝野深雪　作曲: 平川達也

4thシングル。ベスト『FLIGHT RECORDER 1989-1992 -little wing-』のバージョン。
4. BELIEVE IN LOVE
  - 作詞: 渡瀬マキ　作曲: 川添智久

8thシングル。ベスト『FLIGHT RECORDER 1989-1992 -little wing-』のバージョン。
5. 恋をしようよ Yeah! Yeah!
  - 作詞: 渡瀬マキ　作曲: 川添智久

10thシングル。
6. Over The Top
  - 作詞: 渡瀬マキ　作曲: 小柳昌法

5thアルバム『LINDBERG V』収録曲。
7. 胸さわぎのAfter School
  - 作詞: 渡瀬マキ　作曲: 平川達也

13thシングル。
8. 会いたくて -Lover Soul-
  - 作詞: 渡瀬マキ　作曲: 川添智久

14thシングル。
9. だってそうじゃない!?
  - 作詞: 渡瀬マキ　作曲: 川添智久

16thシングル。
10. GAMBAらなくちゃね
  - 作詞: 渡瀬マキ　作曲: 小柳昌法

19thシングル。
11. きっと銀の針のような雨が
  - 作詞: 渡瀬マキ　作曲: 小柳昌法

8thアルバム『LINDBERG VIII』収録曲。
12. もっと愛しあいましょ
  - 作詞: 渡瀬マキ　作曲: 川添智久

23rdシングル。
13. 君のいちばんに…
  - 作詞: 渡瀬マキ　作曲: 川添智久

24thシングル。
14. every little thing every precious thing
  - 作詞: 渡瀬マキ　作曲: 川添智久

25thシングル。
15. 風
  - 作詞: 渡瀬マキ　作曲: 平川達也

30thシングル。
16. 君に吹く風('98LIVE VERSION)
  - 作詞: 渡瀬マキ　作曲: 平川達也

15thシングル。1998年のライブ音源。

### DISC 2
ライブ音源を除いて、『BEST II -FLIGHT RECORDER IV-』と同一の内容である。
1. JUMP
  - 作詞: 西脇淳子　作曲: 佐藤宣彦

3rdシングル。ベスト『FLIGHT RECORDER 1989-1992 -little wing-』のバージョン。
2. 10セントの小宇宙（ゆめ）
  - 作詞: 西脇淳子　作曲: 平川達也

2ndアルバム『LINDBERG II』収録曲。ベスト『FLIGHT RECORDER 1989-1992 -little wing-』のバージョン。
3. SILVER MOON
  - 作詞: 渡瀬マキ　作曲: 平川達也

3rdアルバム『LINDBERG III』収録曲。ベスト『FLIGHT RECORDER 1989-1992 -little wing-』のバージョン。
4. HAPPY BIRTHDAY
  - 作詞: 渡瀬マキ　作曲: 小柳昌法

8thシングルC/Wの再録。ベスト『FLIGHT RECORDER 1989-1992 -little wing-』のバージョン。
5. I MISS YOU
  - 作詞: 渡瀬マキ　作曲: 平川達也

9thシングル。
6. 赤い自転車
  - 作詞: 渡瀬マキ　作曲: 平川達也

5thアルバム『LINDBERG V』収録曲。
7. さよなら Beautiful Days
  - 作詞: 渡瀬マキ　作曲: 小柳昌法

11thシングル。ベスト『FLIGHT RECORDER 1989-1992 -little wing-』のバージョン。
8. 君に吹く風
  - 作詞: 渡瀬マキ　作曲: 平川達也

15thシングル。
9. 想い出のWater Moon
  - 作詞: 渡瀬マキ　作曲: 小柳昌法

15thシングル。
10. 夢であえたら -Do you love me?-
  - 作詞: 渡瀬マキ　作曲: 平川達也

18thシングル。
11. 清く正しく行こう
  - 作詞: 渡瀬マキ　作曲: 川添智久

20thシングル。
12. さよならをあげる
  - 作詞: 渡瀬マキ　作曲: 川添智久

21stシングル。
13. Green eyed Monster
  - 作詞: 渡瀬マキ　作曲: 小柳昌法

26thシングル。
14. かなしそうな顔
  - 作詞: 渡瀬マキ　作曲: 小柳昌法

26thシングルC/W。
15. YAH! YAH! YAH!
  - 作詞: 渡瀬マキ　作曲: 平川達也　

27thシングル。
16. every little thing every precious thing('98LIVE VERSION)
  - 作詞: 渡瀬マキ　作曲: 川添智久

25thシングル。1998年のライブ音源。